# Circuit Internacional de Lusail
El Circuit Internacional de Lusail (en àrab: حلبة لوسيل الدولية), conegut internacionalment, en anglès, com a Lusail International Circuit i transcrit fins al 2021 com a Losail International Circuit, és un circuit de curses ubicat als afores de la ciutat de Lusail, al nord de Doha, Qatar.
La pista fa 5,419 km de longitud, amb una recta principal d'1,068 km, i està envoltada d'herba artificial per tal d'intentar evitar que la sorra arribi a l'asfalt, tal com es fa al Circuit de Bahrain.

## Història
Construït en poc menys d'un any per 1.000 treballadors, va costar 58 milions de dòlars. La pista es va obrir el 2004 i es va estrenar amb el Gran Premi de Qatar de motociclisme, en què el guanyador de la cursa de MotoGP fou Sete Gibernau.

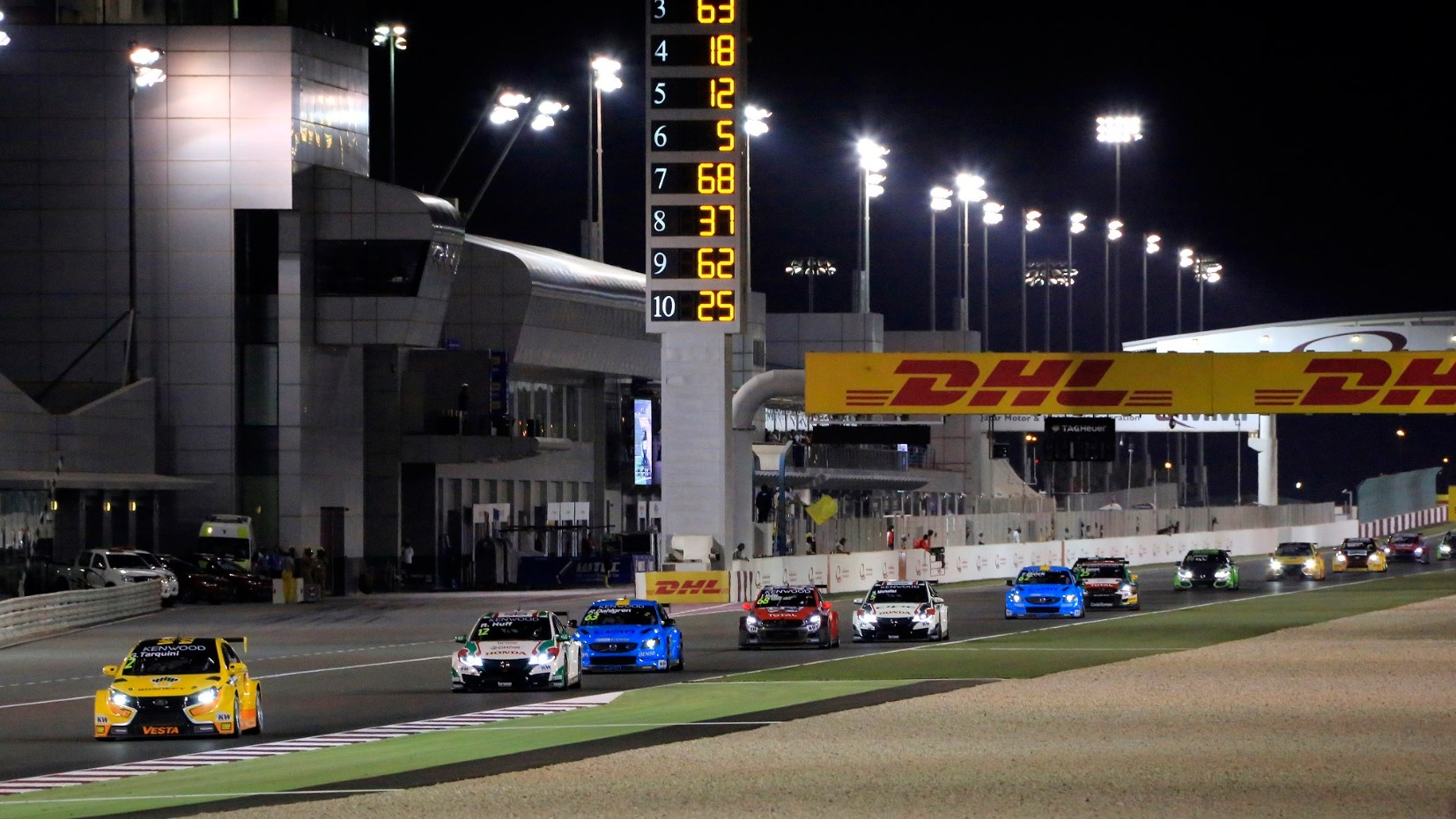
Des del 2008, les curses a Losail es fan de nit amb il·luminació artificial

El 2007 es va instal·lar il·luminació artificial al circuit per tal de poder-hi disputar curses nocturnes. En aquell moment, la il·luminació del circuit, obra de Musco Lighting, fou el projecte d'il·luminació permanent d'un espai esportiu més gran del món, una distinció que ara té un altre circuit, el Yas Marina d'Abu Dhabi. La primera cursa nocturna de la història del mundial de motociclisme va ser el Gran Premi de Qatar del 2008, disputat al març. El febrer del 2009 s'hi va celebrar una cursa nocturna de la GP2 Asia Series.
Al circuit de Lusail s'hi han celebrat també curses del Campionat del Món de Superbike (2005–2009 i 2014–2019), el WTCC (2015–2017), el Grand Prix Masters i el Campionat del Món de motocròs. A la Fórmula 1, el circuit es va fer servir per primer cop a la temporada de 2021, en què el Gran Premi de Qatar fou la vintena cursa del campionat. Abans de la segona edició d'aquest nou Gran Premi, el circuit es va renovar, se'n van ampliar les instal·lacions i se'n va augmentar l'aforament dels anteriors 8.000 espectadors a 52.000.
De cara al 2024, el circuit havia de ser la seu d'una prova del Campionat del Món de resistència, els 1.812 km de Qatar, a més del Prologue, les sessions de prova de pretemporada del campionat.

## Historial del traçat
- Circuit de Gran Premi (2004–2022)
- Circuit de Gran Premi (2023–actualitat)